# Rangers Football Club 2003-2004

## Stagione
- In Scottish Premier League i Rangers si classificano al secondo posto (81 punti), dietro al Celtic e davanti all'Heart of Midlothian.
- In Scottish Cup sono eliminati ai quarti di finale dal Celtic (0-1).
- In Scottish League Cup sono eliminati ai quarti di finale dall' Hibernian (1-1, 3-4 d.c.r.).
- In Champions League, dopo aver eliminato il Copenaghen, vengono sorteggiati nel gruppo E, con Manchester United, Stoccarda e Panathīnaïkos. Si classificano all'ultimo posto con 4 punti.

## Maglie e sponsor
| Casa | Trasferta | Terza divisa |

## Rosa
| N. |                        | Ruolo | Calciatore          |
| -- | ---------------------- | ----- | ------------------- |
| 1  | Germania (bandiera)    | P     | Stefan Klos         |
| 2  | Paesi Bassi (bandiera) | D     | Fernando Ricksen    |
| 3  | Australia (bandiera)   | D     | Craig Moore         |
| 4  | Brasile (bandiera)     | C     | Emerson             |
| 5  | Paesi Bassi (bandiera) | D     | Frank de Boer       |
| 6  | Scozia (bandiera)      | C     | Barry Ferguson      |
| 7  | Georgia (bandiera)     | A     | Shota Arveladze     |
| 8  | Germania (bandiera)    | C     | Christian Nerlinger |
| 9  | Norvegia (bandiera)    | A     | Egil Østenstad      |
| 10 | Paesi Bassi (bandiera) | A     | Michael Mols        |
| 11 | Scozia (bandiera)      | C     | Gavin Rae           |
| 12 | Scozia (bandiera)      | D     | Robert Malcolm      |
| 14 | Paesi Bassi (bandiera) | C     | Ronald de Boer      |
| 15 | Georgia (bandiera)     | C     | Zurab Khizanishvili |
| 16 | Italia (bandiera)      | D     | Paolo Vanoli        |
| 18 | Inghilterra (bandiera) | D     | Michael Ball        |
| 19 | Scozia (bandiera)      | A     | Steven Thompson     |
| 20 | Portogallo (bandiera)  | A     | Nuno Capucho        |
| 21 | Scozia (bandiera)      | D     | Maurice Ross        |

| N. |                               | Ruolo | Calciatore        |
| -- | ----------------------------- | ----- | ----------------- |
| 22 | Scozia (bandiera)             | P     | Allan McGregor    |
| 23 | Spagna (bandiera)             | C     | Mikel Arteta      |
| 25 | Norvegia (bandiera)           | D     | Henning Berg      |
| 26 | Danimarca (bandiera)          | A     | Peter Løvenkrands |
| 27 | Scozia (bandiera)             | C     | Stephen Hughes    |
| 30 | Scozia (bandiera)             | C     | Christopher Burke |
| 32 | Scozia (bandiera)             | D     | Alan Hutton       |
| 33 | Scozia (bandiera)             | D     | Billy Gibson      |
| 34 | Scozia (bandiera)             | D     | Andy Dowie        |
| 37 | Tunisia (bandiera)            | C     | Hamed Namouchi    |
| 38 | Scozia (bandiera)             | A     | Darryl Duffy      |
| 39 | Scozia (bandiera)             | A     | Tom Brighton      |
| 40 | Scozia (bandiera)             | D     | Alex Walker       |
| 42 | Scozia (bandiera)             | D     | Steven Smith      |
| 44 | Scozia (bandiera)             | A     | Ross McCormack    |
| 45 | Scozia (bandiera)             | C     | Charlie Adam      |
| 48 | Scozia (bandiera)             | D     | Gary MacKenzie    |
| 52 | Macedonia del Nord (bandiera) | A     | Bajram Fetai      |